# De weduwe van de Ayatollah
De weduwe van de Ayatollah is een spionageroman van auteur Gérard de Villiers en is het 78e deel uit de S.A.S.-reeks met als protagonist de Oostenrijkse prins en freelance CIA-agent Malko Linge.

## Het verhaal
Voor de deur van een mondaine en hippe uitgaansgelegenheid in New York wordt levenslustige Sharnilar Khasani, terwijl ze onder observatie staat van de CIA, bruut overvallen. Hierbij wordt haar gezicht vreselijk verminkt en waarbij ze een oog verliest.
Sharnilar Khasani is jong, zeer aantrekkelijk en weduwe... Haar echtgenoot was een van de invloedrijkste ayatollahs en rijkste van het Iraanse regime. Naast een fortuin liet hij de weduwe achter met een dik dossier met gegevens over de wapenaankopenhandel door het Iraanse regime.
Vanwege het dossier met wapenaankopen maakt de Iraanse geheime dienst meedogenloos jacht op haar.
Ook Malko wordt op de zaak Sharnilar Khasani gezet om het voor de Amerikanen compromitterende dossier in handen te krijgen omdat ook de Verenigde Staten in het geheim wapens aan Iran heeft geleverd. Malko reist onder meer af naar de Maagdeneilanden in het Caraïbisch gebied. Hij krijgt hierbij hulp van Mandy Brown.

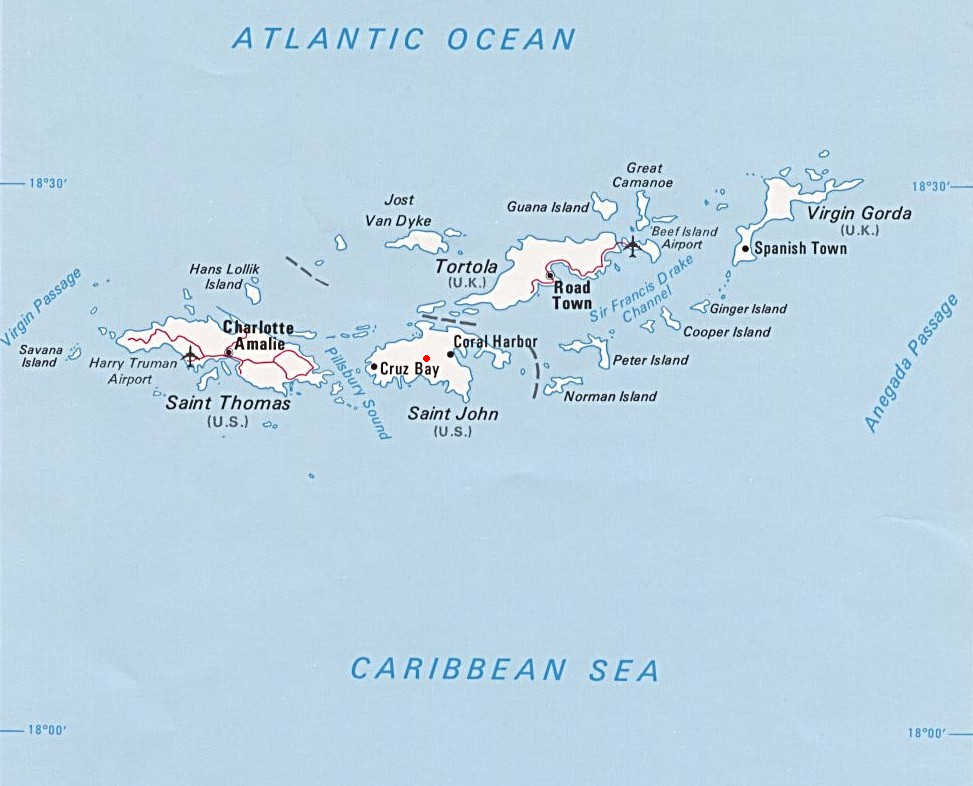
De Maagdeneilanden in de Caraïbische zee.

## Personages
- Malko Linge, Oostenrijkse prins en CIA-agent;
- Sharnilar Khasani, Iraanse schone;
- Elko Krisantem, Malko's huismeester;
- Mandy Brown, mannenverslindster met als bijnaam Mandy de slet.

## Film
De delen De weduwe van de Ayatollah en Romeinse wraak zijn in 1989 verfilmd als Eye of the Widow. Een actiefilm met in de hoofdrol Richard Young als Malko Linge. Doordat de film is gebaseerd op de novellen Romeinse Wraak en De weduwe van de Ayatollah vertoont de film slechts in beperkte mate overeenkomsten met de oorspronkelijke verhalen.
Naar aanleiding van de film is in 1990 een dubbelpocket (ISBN 9044923528) uitgebracht waarin bovengenoemde verhalen zijn gebundeld.